# 武汉大学社会学院
武汉大学社会学院是武汉大学的一个独立建制的直属系，位于主校区，可溯源至20世纪20年代开设的社会学专业。

武汉大学社会学院具有悠久的学科历史。20世纪20年代，李达、李汉俊等教授在武汉大学讲授社会学课程。1983年武汉大学设立社会学教研室，是率先恢复社会学教学、重建社会学专业的全国10所高校之一。1986年武汉大学开始招收社会学专业本科生，1990年开始招收硕士研究生。1994年武汉大学社会学系正式挂牌成立，2005年社会学系成为武汉大学直属系，2019年正式更名为武汉大学社会学院。
武汉大学社会学院现有两个本科专业（社会学、社会工作）、四个学术学位硕士点（社会学、人类学、民俗学、社会工作）、一个专业学位硕士点（社会工作）、一个社会学一级学科博士点、一个社会学博士后流动站和四个校级研究中心。现有专任教师33名，教授11人、副教授14人、讲师8人。 其中2人担任教育部社会学教学指导委员会委员，2人为国务院学位委员会全国社会工作专业学位教育指导委员会委员，1人为“马工程”首席专家，1人为教育部“新世纪优秀人才支持计划”人选，2人为武汉市“黄鹤英才”计划人选，2人获国务院政府特殊津贴。
武汉大学社会学院秉持“小而精”的发展理念，致力于打造以对学生和学术无限热爱的师资队伍， 致力于培养具有时代意识和专业视野的杰出人才。

## 历史
- 1920年代，开设社会学专业。
- 1952院系调整，停办。
- 1979年重建，全国十所最早设立的之一。
- 1983年，哲学系建立社会学教研室。
- 1986，经批准设立专业，招收本科生。
- 1992年建立社会学研究所。
- 1994年社会学系正式成立，与哲学系一起办公。
- 1997年调整到武汉大学法学院。
- 2005年10月，独立为武汉大学社会学系，成为武汉大学直属系。[1]
- 2019年7月9日，正式更名为武汉大学社会学院。[4][5]

## 本科
- 社会学
- 社会工作[1]

## 研究生
- 硕士
  - 社会学　
  - 人类学
  - 民俗学
  - 社会工作
- 博士
  - 社会学[1][2]